# Jure Franko
Jure Franko (Nova Gorica, Yugoslavia, 28 de marzo de 1962) es un deportista yugoslavo que compitió en esquí alpino.
Participó en dos Juegos Olímpicos de Invierno, en los años 1980 y 1984, obteniendo una medalla de plata en Sarajevo 1984, en la prueba de eslalon gigante.
En la Copa del Mundo consiguió tres podios en total.
Fue el abanderado de Yugoslavia en la ceremonia de apertura de los Juegos Olímpicos de Sarajevo 1984.
En 2024 una pista de esquí en la estación olímpica de Bjelašnica fue nombrada en su honor.

## Palmarés internacional
| Juegos Olímpicos | Juegos Olímpicos      | Juegos Olímpicos | Juegos Olímpicos |
| Año              | Lugar                 | Medalla          | Prueba           |
| ---------------- | --------------------- | ---------------- | ---------------- |
| 1984             | Sarajevo (Yugoslavia) | Medalla de plata | Eslalon gigante  |